# Иоанн (Леончуков)
Епископ Иоанн (в миру Гавриил Яковлевич Леончуков; 30 июня [12 июля] 1866, Арбузинка, Елисаветградский уезд, Херсонская губерния — 27 декабря 1947, Париж) — епископ Константинопольской православной церкви (с 1945 по 1946 год — епископ Русской православной церкви с титулом епископ Сергиевский, викарий Московской епархии).

## Биография
Родился 30 июня (12) июля 1866 года в селе Арбузинке Елисаветградского уезда Херсонской губернии в семье священнослужителя. В 1889 году окончил Одесскую духовную семинарию.
3 октября 1889 году хиротонисан во пресвитера и с 1889 по 1894 год служил в Никольском соборе в городе Бобринце и был законоучителем в городских училищах.
В 1894 году был назначен настоятелем Николаевской церкви в Ботаническом саду в городе Одессе, а также продолжил прохождение службы законоучителя в городских училищах.
В 1909 году возведён в сан протоиерея. Был назначен на должность председателя Центрального комитета епархиальных свечных заводов при Святейшем синоде, а с 1916 года — помощник настоятеля Синодальной церкви Святых отцов Семи Вселенских соборов в Санкт-Петербурге.
С 1916 по 1918 годы был вольнослушателем Санкт-Петербургской духовной академии. Овдовел до 1917 года.
На Всероссийском Поместном соборе 1917—1918 годов на него была возложена обязанность заботиться о содержании и распределении всех членов Собора. За своё особенное добросовестное отношение к этому послушанию Российской церкви его прозвали «Кормителем Собора».
В 1919 году был командирован в Лондон по делам Свечного комитета, но не смог вернуться в Россию и поселился в Париже. В 1920—1923 годах служил внештатным священником в храме Александра Невского в Париже.
С 5 марта 1923 года был настоятелем Свято-Владимирской церкви в Берлине и законоучителем русской гимназии, а также окормлял русские приходы в Гамбурге и Бад-Хомбурге.
6 июля 1923 года принял монашеский постриг и 7 июля был возведён в достоинство архимандрита.
В 1924 году вернулся во Францию. Основал храм Святителя Николая Чудотворца в городе Южине на юго-востоке Франции, в Альпах, приход в городе Виши близ Парижа, приходы в Монтаржи, Деказевилле, Лилле и др.
С 1924 по 1935 год был членом епархиального совета при митрополите Евлогии (Георгиевском), а с 1924 по 1925 год — членом учредительного комитета Свято-Сергиевского православного богословского института в Париже. С 30 марта 1925 по 26 января 1947 года был наместником Сергиевского подворья в Париже.
27 февраля 1935 года в Александро-Невском соборе в Париже митрополитом Евлогием (Георгиевским и епископом Владимиром (Тихоницким) был хиротонисан во епископа Херсонесского, викария Западноевропейского экзархата русских церквей под омофором Константинопольского патриархата.
Принимал участие в духовных съездах в Клиши (под Парижем) (1936, 1937), Днях православной русской культуры (1930-е), мероприятиях, организованных Богословским институтом в Париже. Входил в юбилейный Комитет по чествованию митрополита Евлогия (1938).
29 августа 1945 года митрополитом Николаем (Ярушевичем), специально для сего прибывшим в Париж, был совершён акт воссоединения с Московским патриархатом митрополита Евлогия и его викариев Владимира (Тихоницкого) и Иоанна (Леончукова), текст которого гласил, что «на сие имеется словесное согласие Его Святейшества патриарха Вселенского Вениамина». 2 сентября в храме Александра Невского все иерархи совершили совместно литургию, которая оказалась последней для митрополита Евлогия.
В 1946 году был назначен епископом Сергиевским, викарием Московской епархии. Однако вскоре последовал за архиепископом Владимиром (Тихоницким) и вновь перешёл в юрисдикцию Константинопольского патриархата.
Про епископа Иоанна ходило немало анекдотов. К примеру, Николай Осоргин пересказал историю, как владыка однажды отказал просительнице совершить панихиду, извинившись тем, что у него назначено собрание. Увидев, что она даёт немалое пожертвование, он тут же согласился отслужить панихиду.
Скончался 27 декабря 1947 года в Париже и был похоронен на кладбище Сент-Женевьев-де-Буа.